# ヘルムホルツの自由エネルギー
ヘルムホルツの自由エネルギー（英語: Helmholtz free energy）は、等温条件の下で仕事として取り出し可能なエネルギーを表す示量性状態量である。
なお、IUPACでは「自由」を付けずにヘルムホルツエネルギー（英語: Helmholtz energy）とすることが推奨されている。記号 F や A で表されることが多い。ヘルマン・フォン・ヘルムホルツに由来する。

## 定義
内部エネルギー U、熱力学温度 T、エントロピー S として、ヘルムホルツエネルギーは
{\displaystyle F=U-TS}
で定義される。

## 完全な熱力学関数
熱力学温度 T、体積 V、物質量 N の関数として表されたヘルムホルツエネルギー F(T,V,N) は完全な熱力学関数となる。 このように見たとき、定義式は完全な熱力学関数としての内部エネルギー U(S,V,N) の S に関するルジャンドル変換
{\displaystyle F(T,V,N)=U(S(T,V,N),V,N)-T\,S(T,V,N)}
と見ることができる。
ヘルムホルツエネルギー F(T,V,N) の各変数による偏微分は
{\displaystyle {\begin{aligned}\left({\frac {\partial F}{\partial T}}\right)_{V,N}&=-S(T,V,N)\\\left({\frac {\partial F}{\partial V}}\right)_{T,N}&=-p(T,V,N)\\\left({\frac {\partial F}{\partial N_{i}}}\right)_{T,V,N_{j}}&=\mu _{i}(T,V,N)\end{aligned}}}

で与えられる。 ここで、p は圧力、μi は成分 i の化学ポテンシャルを表す。Nj は成分i以外の成分jの物質量である。 従って、全微分は
{\displaystyle dF=-S(T,V,N)\,dT-p(T,V,N)\,dV+\sum _{i}\mu _{i}(T,V,N)\,dN_{i}}
となる。系のスケール変換を考えると
{\displaystyle F=-pV+\sum _{i}N_{i}\mu _{i}}
の関係が得られる。

## 等温過程
温度 Tex の環境にある系が、ある平衡状態から別の平衡状態へ変化する過程を考える。熱力学第二法則により、系が外部から受け取る熱 Q には上限が存在する。
{\displaystyle Q\leq T_{\text{ex}}\Delta S}
この不等式とエネルギー保存則から、系が外部に為す仕事 W にも上限が存在する。
{\displaystyle W=Q-\Delta U\leq T_{\text{ex}}\Delta S-\Delta U}
等温条件下では変化の前後で系の温度は外界の温度と等しく T=Tex なので、ヘルムホルツエネルギーの定義から
{\displaystyle \Delta F=\Delta (U-T_{\text{ex}}S)=\Delta U-T_{\text{ex}}\Delta S}
となり、不等式
{\displaystyle W\leq -\Delta F}
が成り立つ。この場合の仕事 W は膨張仕事および非膨張仕事のすべてを含んでいる。

すなわち、温度 Tex の環境にある系が状態 X0 から X1 へと変化する間に外部に為す仕事 W には上限 Wmax が存在する。
{\displaystyle W(T_{\text{ex}};X_{0}\to X_{1})\leq W_{\text{max}}(T_{\text{ex}};X_{0},X_{1})}
この Wmax はヘルムホルツエネルギーを用いると
{\displaystyle W_{\text{max}}(T_{\text{ex}};X_{0},X_{1})=F(T_{\text{ex}};X_{0})-F(T_{\text{ex}};X_{1})}
と表され、変化の前後でのヘルムホルツエネルギーの減少量が等温条件において取り出し可能な仕事量である。

等温条件下で外部に一切の仕事を行わない場合、とくに、等温等積で非膨張仕事も行わない場合は
{\displaystyle \Delta F\leq -W=0}
となり、自発変化はヘルムホルツエネルギーが減少する方向へ進む。 また熱力学的平衡条件はヘルムホルツエネルギーが極小値をとることである。

## 統計力学との関係
統計力学において、ヘルムホルツエネルギーはカノニカル分布の規格化因子である分配関数 Z(β) を用いて、
{\displaystyle F(\beta )=-{\frac {1}{\beta }}\ln Z(\beta )}
と表される。ここで、βは逆温度である。